# Колари
Колари су насељено место града Смедерева у Подунавском округу. Према попису из 2022. има 1014 становника (према попису из 2011. било је 1089 становника). Кроз Коларе пролази пруга, а у насељу се налази железничка станица. У селу се налази црква Светих апостола Петра и Павла, основна школа „Илија Милосављевић Коларац“, дом културе, месна заједница и полицијско одељење.

## Историја
Указом Краља од 31. јануара 1889. године насеље је добило статус варошице.
Ова варошица је у долини реке Раље.
После пада Деспотовине и пошто су њоме завладали, Турци су се не само почели поправљати доста доста оронуо Цариградски друм, већ су му променили и правац. Од тога доба Цариградски друм је скретао од Гроцке на југоисток, и на њему су Турци основали неколоко станица и одмаралишта (паланки), међу којима и Коларе.
Али Колари су свакако старије насеље. Вероватно је и за римске владе на овом месту постојало насеље; чесму која је постојала у Коларима звали су је „Римска Чесма“, а у околини се налази на трагове који упућују на врло стара насеља. Поузданих података о Коларима немамо све до турског доба. Како у то време Цариградски друм пролази кроз Гроцку, Коларе, Азању и Паланку, путници који су одлазили у Цариград, пролазили су кроз Коларе и о њему оставили доста података. Почев од 16. века Колари се стално помињу. Герлах помиње Коларе као „мало, кукавно село, у којем станују све сами Турци, у којем није било за добити круха, ни меса, ни вина, већ смо морали слати јашчара у Смедерево по Храну“. Швајгер (1577) помиње варошицу „ Color, која је насељена од Срба и Турака“. Године 1621. прошао кроз Коларе француски посланик Де Хе и о њима каже: „… ɡuatre heures de chemin d'Ihcargis" (Гроцка), nous truvasmes le burg de Cola (Колари) où il a plus de Turcs gue de'Chrestiens, Из ових података види се да су Колари у 16. и 17. веку били мало насеље, пролазна станица на Цариградском друму, са доста турских војника.
За доцније време, све до првих десетина 18. века, нема података о Коларима. За време аустријске владавине (1718—1739) спомиње се Колари као насељено место са 28 кућа. Године 1735. у Смедеревском дистрикту спомиње се „шанац Колари са црквом, свештеником и са 25 домова“. У току аустријске владавине и касније у Коларе је придошло ново становништво, варошица је била већ и простирала се западније, дуж Цариградског друма, све до Дивача, где је у то време постојала мала Дивач, у којој су, по народном предању, куће и дућани били „тако чисти“, да је „мачка могла ићи с ћепенка на ћепенак“. У другој половини 18. века у Коларима је већ била породица Груића, од које су познати Вуле Илић Коларац који се у ратовима за ослобађање прочуо као јунак, и Сава Грујић генерал. 1793. године Осман Пазваноглу је покушао да стави и Београд под своју контролу али су га у бици код Колара, на челу са бимбашом Станком Арамбашићем, поразили српски војници, први пут организовани у посебну српску народну војску у служби Османског царства.
После 1813. највећи број коларских породица пребегао је „преко“, и варошица је остала готово испражњена. Пошто су прилике касније сређене, и Турци позвали избегло становништво да се врати, неке се породице врате у Коларе, али се много не задрже ту, већ оду и населе се у средини Суводол. Због тога, а и због каснијег одласка Турака, у Коларима је остало мало становништва. Године 1818. у Коларима није било више од 38 кућа.
После другог Устанка у Коларе се досељавају породице: Поповићи, Ђорђевићи, Савићи, Младеновићи, Марковићи и др. У међувремену од 1815—1860. Колари напредују и живо место, и као такво остају за све време док је Цариградски друм кроз њега пролазио. У Коларима је у то време била механа и ту је дељена пошта за Смедерево, Пожаревац, и Паланку. У овом међувремену придолазе у Коларе нове породице из разних крајева Србије и из Црне Горе

Али када Цариградски друм, за владе књаз Михаила, почео нова ићи поред Дунава, Колари су почели опадати. У току последњих педесет-шездесет година у њега долазе поглавито занатлије и трговци и то углавном из околних села. Како нема услова за интензивнији рад и за напредак, у варошици се не осећа већи прираштај становништва. По попису из 1921. Колари су имали 117 кућа са 508 становника. (подаци датирају од 1718-1925. г).
Овде се налази Кућа Поповића у Коларима.

### Збивања
Колари је добило име по мајсторима за кола, којих је у селу било много, јер се село налазило на Римском путу. Колари је познато по 3 вашара: Петровдански (12.6.), на Преображење Господње (19.8.) и Михољдански (12.10). Највећи је вашар поводом Преображења Господњег, на који дође цео смедеревски крај.
У центру села се налази црква. У селу се налази такође и основна школа „Илија Милосављевић Коларац“ која носи име највећег српског добротвора и трговца, рођеног у Коларима са великим школским двориштем са спортским теренима за фудбал, кошарку и одбојку, тзв. „Школско“. Поред школе се налази и железничка станица. Фудбалски клуб „Коларац“ има свој терен, као и своју кафану „Пампур бар“, где се играју карте и домине и гледају утакмице уз пиће. У центру села се налази „Римска чесма“, која датира још из доба Римљана.

## Демографија
У насељу Колари живи 896 пунолетних становника, а просечна старост становништва износи 41,9 година (40,6 код мушкараца и 43,1 код жена). У насељу има 338 домаћинстава, а просечан број чланова по домаћинству је 3,22.
Ово насеље је великим делом насељено Србима (према попису из 2002. године), а у последња три пописа, примећен је пораст у броју становника.

## Црква
Црква Светог Петра и Павла у Коларима је подигнута 1847. године, на истом месту на којем је постојала црква Благовештења још 1724. године, а подаци говоре да је на том месту постојала још старија црква брвнара. 1986. године црква је проглашена спомеником културе.
|  |

| Демографија | Демографија | Демографија |
| Година      | Становника  | Становника  |
| ----------- | ----------- | ----------- |
| 1948.       | 799         |             |
| 1953.       | 825         |             |
| 1961.       | 926         |             |
| 1971.       | 988         |             |
| 1981.       | 1.118       |             |
| 1991.       | 1.155       | 1.131       |
| 2002.       | 1.196       | 1.266       |
| 2011.       | 1.089       |             |
| 2022.       | 1.014       |             |

| Етнички састав према попису из 2002.‍ | Етнички састав према попису из 2002.‍ | Етнички састав према попису из 2002.‍ | Етнички састав према попису из 2002.‍ | Етнички састав према попису из 2002.‍ |
| ------------------------------------ | ------------------------------------ | ------------------------------------ | ------------------------------------ | ------------------------------------ |
|                                      |                                      |                                      |                                      |                                      |
| Срби                                 | Срби                                 |                                      | 1.150                                | 96,15%                               |
| Македонци                            | Македонци                            |                                      | 13                                   | 1,08%                                |
| Роми                                 | Роми                                 |                                      | 6                                    | 0,50%                                |
| Хрвати                               | Хрвати                               |                                      | 3                                    | 0,25%                                |
| Југословени                          | Југословени                          |                                      | 3                                    | 0,25%                                |
| Бугари                               | Бугари                               |                                      | 2                                    | 0,16%                                |
| Бошњаци                              | Бошњаци                              |                                      | 1                                    | 0,08%                                |
| непознато                            | непознато                            |                                      | 14                                   | 1,17%                                |

| Година пописа     | 1948. | 1953. | 1961. | 1971. | 1981. | 1991. | 2002. |
| ----------------- | ----- | ----- | ----- | ----- | ----- | ----- | ----- |
| Број домаћинстава | 191   | 193   | 247   | 274   | 314   | 332   | 360   |

| Број чланова      | 1  | 2  | 3  | 4  | 5  | 6  | 7  | 8 | 9 | 10 и више | Просек |
| ----------------- | -- | -- | -- | -- | -- | -- | -- | - | - | --------- | ------ |
| Број домаћинстава | 56 | 83 | 63 | 82 | 35 | 20 | 12 | 4 | 4 | 1         | 3,32   |

| Пол    | Укупно | Неожењен/Неудата | Ожењен/Удата | Удовац/Удовица | Разведен/Разведена | Непознато |
| ------ | ------ | ---------------- | ------------ | -------------- | ------------------ | --------- |
| Мушки  | 483    | 126              | 315          | 26             | 15                 | 1         |
| Женски | 498    | 77               | 313          | 90             | 14                 | 4         |
| УКУПНО | 981    | 203              | 628          | 116            | 29                 | 5         |

| Пол    | Укупно                    | Пољопривреда, лов и шумарство | Рибарство                            | Вађење руде и камена | Прерађивачка индустрија       |
| ------ | ------------------------- | ----------------------------- | ------------------------------------ | -------------------- | ----------------------------- |
| Мушки  | 257                       | 52                            | 0                                    | 0                    | 74                            |
| Женски | 121                       | 46                            | 0                                    | 0                    | 11                            |
| УКУПНО | 378                       | 98                            | 0                                    | 0                    | 85                            |
| Пол    | Производња и снабдевање   | Грађевинарство                | Трговина                             | Хотели и ресторани   | Саобраћај, складиштење и везе |
| Мушки  | 1                         | 44                            | 18                                   | 4                    | 17                            |
| Женски | 1                         | 2                             | 21                                   | 4                    | 2                             |
| УКУПНО | 2                         | 46                            | 39                                   | 8                    | 19                            |
| Пол    | Финансијско посредовање   | Некретнине                    | Државна управа и одбрана             | Образовање           | Здравствени и социјални рад   |
| Мушки  | 1                         | 11                            | 5                                    | 3                    | 9                             |
| Женски | 2                         | 6                             | 3                                    | 7                    | 7                             |
| УКУПНО | 3                         | 17                            | 8                                    | 10                   | 16                            |
| Пол    | Остале услужне активности | Приватна домаћинства          | Екстериторијалне организације и тела | Непознато            | Непознато                     |
| Мушки  | 3                         | 0                             | 0                                    | 15                   | 15                            |
| Женски | 6                         | 0                             | 0                                    | 3                    | 3                             |
| УКУПНО | 9                         | 0                             | 0                                    | 18                   | 18                            |